# HMS Chamois (J28)
«Шамі» (англ. HMS Chamois (J28) — військовий корабель, тральщик типу «Ок» побудований американцями за програмою ленд-лізу для Королівського військово-морського флоту Великої Британії часів Другої світової війни.
Тральщик «Шамі» був закладений 3 червня 1942 року на верфі американської компанії Associated Shipbuilders у Сіетлі. 26 жовтня 1942 року він був спущений на воду, а 22 жовтня 1943 року увійшов до складу Королівських ВМС Великої Британії.
Корабель брав участь у бойових діях на морі в Другій світовій війні, бився у Північній Атлантиці, біля берегів Франції, Англії та Норвегії, супроводжував арктичні конвої, підтримував висадку військ в операції «Нептун».
21 липня 1944 року підірвався на міні поблизу Нормандії, результатом вибуху якої стало тотальне зруйнування корабля. Пізніше комісія визнала тральщик небоєготовим і списала його. 1946 році пошкоджений «Шамі» повернули до Сполучених Штатів.

## Історія

### 1944
У березні 1944 року тральщик залучався до супроводження чергового арктичного конвою JW 58 з 47 транспортних та вантажних суден до берегів Радянського Союзу.